# ツクロークン
ツクロークン（1973年4月5日 - ）は、日本のお笑い芸人。吉本興業東京本社所属。旧芸名は『マラソンマン』、『バドミントンマン』。

## 来歴
- NSC東京校13期生。当初はマラソンマンの芸名で活動。
- 2012年1月、芸名をマラソンマンからバドミントンマンへ改名した[1]。
- 2013年7月14日、単独ライブ「マラソン大会改めバドミントン大会」が開催された[2]。
- 2015年7月8日、R藤本の水曜はじけてまざれ!でバドミントンマンの新芸名をガチで考える企画が行われて、『ツクロークン』へ改名[3]する事が決まった。
- 2015年7月末、アート能力の高い若手芸人集団“デコロビ隊”のリーダーに就任[4]。
- 2021年6月、YATSUI FESTIVAL!2021内、キングオブコント決勝への道のコーナーに〈片桐クン〉として出場。きっかけはTBSラジオ『エレ片のケツビ！』のリスナーであったツクロークン本人が、片桐仁の相方を募集するコーナーへ応募したことから。ネタが書けないため、きみがすきだよの越田Youと片桐とのトリオで出場し、得意の工作でサイバイマンのコスチューム3体でコントを行う。結果は片桐と青木さやかの〈母と母〉が本戦に出場。

## 芸風
- 50代近くの成人男性ながら身長が145cmという超低身長の身体的特徴をウリにしている。
- 得意の工作と歌を組み合わせたネタをしている。
- 工作が得意で先輩芸人や後輩芸人の小道具を作っている[5]。
- DB芸人でサイバイマン、人造人間20号、セルジュニア、モナカ、ピラフ、ゾイレーを演じることがある。
- 2021年6月から、Twitterに動画を毎日アップしている。オリンピック期間には競技にも挑戦している。

## 出演番組

### テレビ
- 「ドリームクリエイター」シリーズ
  - ドリームクリエイター（テレビ東京、2012年10月5日、2013年2月8日、3月15日、3月22日、3月29日）
  - ドリーム2クリエイター（テレビ東京、2013年5月9日）
- おはスタ（テレビ東京系列、2014年4月30日、5月8日、5月27日、6月5日、7月1日、7月14日、7月23日、7月31日、10月3日、10月10日、10月29日、12月17日、2015年1月29日、2月19日、2月24日、3月23日、3月27日）
- ミュージャック（関西テレビ、2014年5月3日）
- 欽ちゃん&香取慎吾の全日本仮装大賞（日本テレビ系列、2015年1月12日）
- それって!?実際どうなの課（中京テレビ・日本テレビ系列、2019年11月27日）

### インターネット配信

#### ニコニコ生放送
- R藤本の水曜はじけてまざれ!（2010年11月17日初出演 - 複数回出演）※よしよし動画
  - R藤本の水曜はじけてまざれ!(複数回出演)
  - DBナイトdeはじけてまざれ！（2015年9月23日）
- 夏休み特別企画★ニコニコ夏期講習（2012年8月19日）
- 工作配信（2012年8月22日）※よしよし動画
- 「ドリームクリエイター」シリーズ
  - ドリームクリエイター（2012年9月29日、2013年2月2日、3月9日、3月16日、3月24日）
  - ドリーム²クリエイター出張収録してみた@ニコニコ超会議2（2013年4月27日）
- 「ドラゴンクエストX」どっぷり芸人オールナイト（2015年11月14日）

#### その他のネット番組
- ナマイキ!あらびき団（吉本興業動画サイトYNN、2013年5月30日）

## ライブ
- 彩～irodori～Lesson
- 「ドラゴンクエストX」どっぷり芸人オールナイト（ルミネtheよしもと、2015年11月14日）

### DBナイト
- R藤本プレゼンツ「DBナイト」（新宿ロフトプラスワン、2012年6月8日）
- 劇団アニメ座DB（新宿シアターモリエール、2013年3月2日、2回公演）
- DBナイトdeはじけてまざれ！（2015年9月23日）
- R藤本プレゼンツ DB芸人コントライブ「超コント伝説」（ルミネtheよしもと、2016年11月3日）

### 単独ライブ
- バドミントンマン単独ライブ「マラソン大会改めバドミントン大会」[6]（2013年7月14日）

## 舞台
- gekidanU 弔EXPO'20 インディゴチルドレン（アトリエ5-25-6、2020年7月24日(金) 〜26日(日)、7月30日(木) 〜7月31日(金)コロナ禍の為期間短縮）